# السعيد عبادو
السعيد عبادو وزير المجاهدين سابقا، ولد في 17 يناير 1935 ببن عزوز ولاية بسكرة. يتولى الآن منصب نائب بالمجلس الشعبي الوطني وأمين عام لمنظمة المجاهدين.

## انضمامه لصفوف جيش التحرير
كان ضباطا في جيش التحرير الوطني الجزائري بالولاية السادسة، انظم إلى جيش التحرير في طفولته واعتقل بمدينة غرداية سنة 1961.

## مناصب أعماله
وبعد الاستقلال، تقلّد منصب محافظ لحزب جبهة التحرير الوطني في ولايات ورقلة وبشار وتيارت. ثم اُنتُخِب في المجلس الشعبي الوطني (الجزائر) تولى منصب أمين عام منظمة المجاهدين بالنيابة، عند توليه منصب وزير المجاهدين في الحكومة الجزائرية، في أبريل سنة 1994 إلى سنة 1999.

## وفاته
غادر الحياة يوم 2019/06/13 المجاهد السعيد عبادو، وزير المجاهدين الأسبق، و الأمين الوطني السابق لمنظمة المجاهدين عن عمر يناهز 84 سنة، بعد معاناة مع المرض، و يعد السعيد عبادو من الوجوه المعروفة في الساحة الثورية و في حزب التجمع الوطني الديمقراطي.